# Daniele Conti
Daniele Conti (ur. 9 stycznia 1979 roku w Nettuno) – włoski piłkarz występujący na pozycji środkowego pomocnika. Jego brat Andrea również jest piłkarzem, natomiast ojciec Bruno zakończył już piłkarską karierę.

## Kariera klubowa
Daniele Conti zawodową karierę rozpoczynał w 1996 roku w AS Roma. Nie mógł jednak liczyć na regularne występy w barwach "Giallorossich" i rzadko kiedy dostawał nawet powołania do meczowej kadry. Zadebiutował w sezonie 1996/1997, a w kolejnych rozgrywkach na boisku nie pojawił się już ani razu. Dopiero w sezonie 1998/1999 Conti wystąpił w czterech ligowych pojedynkach i zdobył w nich jedną bramkę. W rzymskim klubie Włoch grał do 1999 roku.
Następnie Conti podpisał kontrakt z Cagliari Calcio, w którym po raz pierwszy wystąpił 30 sierpnia 1999 roku w przegranym 1:2 meczu z S.S. Lazio. W debiutanckim sezonie w nowym klubie zagrał tylko w dziewięciu meczach Serie A, a jego zespół spadł do drugiej ligi. Tam włoski zawodnik grywał już znacznie częściej, a rozgrywki 2000/2001 zakończył z sześcioma golami na koncie. W sezonie 2003/2004 Cagliari z pierwszego miejsca awansowało do Serie A. W kolejnych rozgrywkach zajęło dziesiąte miejsce w końcowej tabeli oraz dotarło do półfinału Pucharu Włoch. W dwóch następnych sezonach "Rossoblu" radzili sobie już nieco gorzej, natomiast Conti należał do grona najlepszych graczy w drużynie.
W sezonie 2010/2011 Conti został kapitanem Cagliari po tym jak karierę zakończył Diego López. W sezonie 2011/2012 wynikiem 328 występów ligowych wyrównał klubowy rekord Mario Brugnery.
29 maja 2015 roku Cagliari ogłosiło zakończenie szesnastoletniej współpracy z Contim. Łącznie we wszystkich rozgrywkach w barwach Cagliari rozegrał 464 mecze w których zdobył 51 bramek.

## Kariera reprezentacyjna
Conti ma za sobą jeden występ w reprezentacji Włoch do lat 21, do kadry której był powoływany w latach 1999–2000.